# خورتیتسیا
خورتیتسیا (اوکراینی: Хо́ртиця) یک منطقه حفاظت‌شده ملی فرهنگی است که در جزیره خورتیتسا، یکی از بزرگ‌ترین جزیره‌های رودخانه دنیپر اوکراین قرار دارد. رودخانه دنیپر با طول ۲۲۰۰ کیلوتر و عرض ۱۸ کیلومتر، بزرگترین رودخانه اروپایی است که در اوکراین جریان دارد. دنیپر سفر خود را از کشور روسیه آغاز کرده و پس از گذر از سراسر کشور اوکراین، در جنوب به دریای سیاه می‌ریزد.
جزیره خورتیتسا طبیعت بکری دارد. این جزیره که در داخل شهر صنعتی زاپوریژیا در منطقه کاخوفکا واقع است، بیش از دوازده کیلومتر از شمال غربی به جنوب شرقی گسترش یافته‌است. از مناظر طبیعی این جزیره می‌توان به موارد زیر اشاره کرد: باغ‌های بلوط جنگل پوشیده شده با درختان صنوبر دشت‌ها مناطقی با پوشش گیاهی استپی.
جزیره امروزه یک موزه طبیعی تلقی می‌شود. چشم‌انداز روستایی جزیره شامل موزه کازاک های زوپوریزا و نمایشگاه اسب کازاکی است.